# Kebumen (Regierungsbezirk)
Kebumen ist ein indonesischer Regierungsbezirk (Kabupaten) in der Provinz Jawa Tengah, im Zentrum der Insel Java. Im Juni 2022 leben hier etwa 1,4 Millionen Menschen. Hauptstadt und Regierungssitz des Verwaltungsdistrikts ist die Stadt Kebumen.

## Geografie

### Lage
Der Regierungsbezirk erstreckt sich zwischen 109°22′ und 109°50′ ö. L. sowie zwischen 7°27′ und 7°50′ s. Br. Er grenzt im Westen an die Kabupaten Cilacap und Banyumas, im Norden an Banjarnegara, im Nordosten an Wonosobo und schließlich im Osten an den Kabupaten Purworejo. Die etwa 55 km lange Küstenlinie des Indischen Ozeans bildet im Süden eine natürlich Grenze.

## Verwaltungsgliederung
Der Regierungsbezirk wird administrativ in 26 Kecamatan (Distrikte) unterteilt. Eine weitere Unterteilung erfolgt in 460 Dörfer, von denen elf Kelurahan (Dörfer urbanen Charakters) sind.
| Code 1   | Kecamatan Distrikt | Ibu Kota Verwaltungssitz | Fläche (km²) | Einwohner Census 2010 2 | Volkszählung 2020 | Volkszählung 2020 | Volkszählung 2020 | Anzahl der | Anzahl der |
| Code 1   | Kecamatan Distrikt | Ibu Kota Verwaltungssitz | Fläche (km²) | Einwohner Census 2010 2 | Einwohner 3       | 0Dichte 40        | Sex Ratio 5       | Desa 6     | Kel. 7     |
| -------- | ------------------ | ------------------------ | ------------ | ----------------------- | ----------------- | ----------------- | ----------------- | ---------- | ---------- |
| 33.05.01 | Ayah               | Demangsari               | 76,37        | 53.970                  | 63.890            | 836,6             | 103,2             | 18         | –          |
| 33.05.02 | Buayan             | Buayan                   | 68,42        | 53.466                  | 64.640            | 944,8             | 104,3             | 20         | –          |
| 33.05.03 | Puring             | Sitiadi                  | 61,97        | 51.986                  | 62.790            | 1.013,2           | 102,8             | 23         | –          |
| 33.05.04 | Petanahan          | Petanahan                | 44,84        | 51.951                  | 59.720            | 1.331,9           | 101,8             | 21         | –          |
| 33.05.05 | Klirong            | Klirong                  | 43,25        | 53.445                  | 63.310            | 1.463,8           | 102,7             | 24         | –          |
| 33.05.06 | Buluspesantren     | Setrojenar               | 48,77        | 51.524                  | 58.180            | 1.193,0           | 104,3             | 21         | –          |
| 33.05.07 | Ambal              | Ambalresmi               | 62,41        | 54.050                  | 61.900            | 991,8             | 103,7             | 32         | –          |
| 33.05.08 | Mirit              | Mirit                    | 52,35        | 43.367                  | 51.520            | 984,2             | 102,8             | 22         | –          |
| 33.05.09 | Prembun            | Prembun                  | 22,96        | 25.984                  | 28.480            | 1.240,4           | 99,9              | 13         | –          |
| 33.05.10 | Kutowinangun       | Kutowinangun             | 33,73        | 41.619                  | 47.520            | 1.408,8           | 102,8             | 19         | –          |
| 33.05.11 | Alian              | Krakal                   | 57,75        | 53.343                  | 65.780            | 1.139,1           | 104,2             | 16         | –          |
| 33.05.12 | Kebumen            | Kebumen                  | 42,04        | 118.847                 | 131.750           | 3.133,9           | 102,3             | 24         | 5          |
| 33.05.13 | Pejagoan           | Pejagoan                 | 34,58        | 47.264                  | 54.830            | 1.585,6           | 104,3             | 13         | –          |
| 33.05.14 | Sruweng            | Sruweng                  | 43,68        | 52.747                  | 60.780            | 1.391,5           | 101,9             | 21         | –          |
| 33.05.15 | Adimulyo           | Adimluyo                 | 43,43        | 33.669                  | 37.150            | 855,4             | 98,7              | 23         | –          |
| 33.05.16 | Kuwarasan          | Kuwarasan                | 33,84        | 43.389                  | 50.160            | 1.482,3           | 103,6             | 22         | –          |
| 33.05.17 | Rowokele           | Rowokele                 | 53,80        | 41.766                  | 50.300            | 934,9             | 101,7             | 11         | –          |
| 33.05.18 | Sempor             | Sempor                   | 100,15       | 58.418                  | 68.120            | 680,2             | 103,1             | 16         | –          |
| 33.05.19 | Gombong            | Gombong                  | 19,48        | 46.732                  | 50.200            | 2.577,0           | 99,1              | 12         | 2          |
| 33.05.20 | Karanganyar        | Karanganyar              | 31,40        | 33.548                  | 37.270            | 1.186,9           | 101,6             | 7          | 4          |
| 33.05.21 | Karanggayam        | Karanggayam              | 109,29       | 47.801                  | 57.990            | 530,6             | 104,3             | 19         | –          |
| 33.05.22 | Sadang             | Sadang                   | 54,23        | 17.899                  | 22.290            | 411,0             | 106,7             | 7          | –          |
| 33.05.23 | Bonorowo           | Bonorowo                 | 20,91        | 18.289                  | 20.960            | 1.002,4           | 102,2             | 11         | –          |
| 33.05.24 | Padureso           | Padureso                 | 28,95        | 13.146                  | 16.350            | 564,8             | 101,6             | 9          | –          |
| 33.05.25 | Poncowarno         | Poncowarno               | 27,37        | 14.717                  | 18.040            | 659,1             | 102,1             | 11         | –          |
| 33.05.26 | Karangsambung000   | Karangsambung            | 65,15        | 36.989                  | 46.530            | 714,2             | 103,3             | 14         | –          |
| 33.05    | Kab. Kebumen       | Kebumen                  | 1.281,12     | 1.159.926               | 1.350.438         | 1.054,1           | 102,7             | 449        | 11         |

## Demographie
Zur Volkszählung im September 2020 lebten im Kabupaten Kebumen 1.350.438 Menschen, davon 666.092 Frauen (49,32 %) und 684.346 Männer. Gegenüber dem letzten Census (2010) sank der Frauenanteil um 0,79 Prozent. 68,81 % (929.284) gehörten 2020 zur erwerbsfähigen Bevölkerung; 22,62 % waren Kinder (bis 14 Jahre) und 8,57 % im Rentenalter (ab 65 Jahren).
Mitte 2022 bekannten sich 99,06 Prozent der Einwohner zum Islam, Christen waren mit 0,78 % (7.156 ev.-luth. / 3.843 röm.-kath.) vertreten und 0,14 % waren Buddhisten. Zur gleichen Zeit waren von der Gesamtbevölkerung 42,74 % ledig; 50,30 % verheiratet; 1,81 % geschieden und 5,14 % verwitwet.

### Bevölkerungsentwicklung
| SP/SUPAS     | 1971         | 1980         | 1990         | 1995         | 2000         | 2005         | 2010         | 2015         | 2020         |
| ------------ | ------------ | ------------ | ------------ | ------------ | ------------ | ------------ | ------------ | ------------ | ------------ |
| Kab. Kebumen | 935.024      | 1.032.226    | 1.120.982    | 1.139.180    | 1.166.604    | 1.196.304    | 1.159.926    | 1.184.552    | 1.350.438    |
| Anteil %     | 4,27 %       | 4,07 %       | 3,93 %       | 3,65 %       | 3,93 %       | 3,69 %       | 3,18 %       | 3,51 %       | 3,68 %       |
| Jawa Tengah  | .21.877.081. | .25.372.889. | .28.521.692. | .31.223.258. | .29.653.266. | .32.382.657. | .36.516.035. | .33.753.023. | .36.742.501. |

| Rang unter den 29 Kabupaten der Provinz (06/2022) | Rang unter den 29 Kabupaten der Provinz (06/2022) |
| ------------------------------------------------- | ------------------------------------------------- |
| Fläche                                            | 00008                                             |
| Einwohnerzahl                                     | 00007                                             |
| Dichte                                            | 00014                                             |

- Bevölkerungsentwicklung des Kabupaten Kebumen von 1971 bis 2020
- Ergebnisse der Volkszählungen Nr. 3 bis 8 – Sensus Penduduk (SP)
- Ergebnisse von drei intercensalen Bevölkerungsübersichten (1995, 2005, 2015) – Survei Penduduk Antar Sensus (SUPAS)[6]